# Llista d'historiadors grecs
A continuació es presenta una llista dels historiadors grecs més destacats de l'època clàssica.
| Índex A B C D E F G H I J K L M N O P Q R S T U V W X Y Z |

## A
- Abidè
- Acesandre
- Acestodor
- Agatòstenes
- Agesilau (historiador)
- Agretes
- Agàties
- Agàtocles de Cízic
- Alcimos (historiador)
- Alexis de Samos
- Alexarc (historiador)
- Alexàndrides de Delfos
- Amelesàgores
- Amintes（escriptor)
- Amintià
- Anaxis
- Anaxímenes de Làmpsac
- Andron d'Halicarnàs
- Androció (historiador)
- Antènor (escriptor)
- Anticlides
- Antidamant
- Antígenes (historiador)
- Antíloc (historiador)
- Antíoc de Siracusa
- Antístenes de Rodes
- Apol·lodor d'Artemita
- Apol·loni d'Afrodísies
- Apol·lotemis
- Arètades de Cnidos
- Aretes de Cesarea
- Arist de Salamina
- Aristodem de Tebes
- Aristobul de Cassandrea
- Aristòtil de Calcis
- Armènides
- Flavi Arrià
- Artàban d'Alexandria
- Artemidor d'Ascaló
- Artemó de Pèrgam
- Asclepiòdot (historiador)
- Asclepíades de Mírlia
- Asclepíades de Xipre
- Atànades
- Àtanis

## B
- Basili de Cilícia
- Bió de Proconnès

## C
- Cadme de Milet
- Cadme de Milet el Jove
- Cal·lícrates (historiador)
- Càl·lies de Siracusa
- Cal·lístenes d'Olint
- Cal·lístenes de Síbaris
- Càndid (historiador)
- Canusi
- Capitó de Lícia
- Càrax de Pèrgam
- Cares de Mitilene
- Caró de Làmpsac
- Caró de Naucratis
- Cefalió
- Cleòdem Malc
- Clitarc (historiador)
- Clitònim
- Critó de Piera
- Cràter (historiador)
- Cratip d'Atenes
- Ctèsicles (historiador)
- Ctesibi (historiador)
- Ctèsies de Cnidos

## D
- Daes
- Damastes
- Damòcrit (historiador)
- Demetri d'Ilium
- Demetri de Bizanci
- Demòfil (historiador)
- Demòstenes (historiador)
- Demó (historiador)
- Dicearc de Messana
- Dimac
- Dinó (historiador)
- Dioc
- Diocles de Peparet
- Diodor de Sicília
- Dionís de Calcis (historiador)
- Dionís de Milet (historiador)
- Dionís de Mitilene
- Dionísodor (historiador)
- Diul·le (historiador)
- Diuquídes
- Diòfanes (historiador)
- Diògenes Laerci
- Diòtim d'Atenes
- Domici Cal·lístrat
- Doroteu (historiador)
- Dositeu (historiador)
- Duris de Samos
- Dínies (historiador)

## E
- Efip d'Olint
- Èfor
- Èfor el Jove
- Efraïm (historiador)
- Epimènides (historiador)
- Equemen
- Èrgies
- Esop (historiador)
- Etli de Samos
- Eudem (historiador)
- Eudox de Rodes
- Eugeó
- Eunapi
- Eupòlem
- Eusebi Escolàstic
- Eustaci d'Epifania (retòric)
- Eutiquià (historiador)
- Evantes de Cízic
- Evantes de Samos

## G
- Gorgó

## H
- Hecateu
- Heròdot
- Hegesianax d'Alexandria
- Hegèsies de Magnèsia
- Hegesip de Meciberna
- Heliodor (historiador)
- Hermesianax de Xipre
- Hermògenes de Frígia
- Hermògenes de Tars (historiador)
- Herodià (historiador)
- Heraclides d'Oxirrinc
- Heraclides de Cime
- Heraclides de Magnèsia
- Heràgores
- Heròdic (historiador)
- Heròdot
- Hipis
- Hipsícrates d'Amisos
- Hèrmies de Metimna
- Hípies d'Eritrea

## I
- Ister de Cirene

## J
- Jasó d'Argos
- Jasó de Cirene
- Jerònim de Càrdia
- Joan Anagnostes
- Judes (historiador)

## L
- Leandre de Milet
- Licos de Rhègion
- Lleó d'Alabanda
- Leont de Bizanci

## M
- Malac
- Màrsies de Pel·la
- Meandri (historiador)
- Memnó d'Heraclea
- Menandre d'Efes
- Menecles de Barca
- Menòdot de Samos
- Mirsil
- Miró de Priene
- Mnesímac de Faselis

## N
- Neantes
- Nicandre de Calcedònia
- Nicolau Damascè
- Nimfis
- Nimfodor d'Amfípolis
- Nimfodor de Siracusa

## O
- Olimpiodor de Tebes
- Onesícrit

## P
- Palèfat d'Abidos
- Pausànias (geògraf)
- Pausànies de Lacedemònia
- Plutarc de Queronea
- Polibi
- Polizel de Rodes
- Políclit de Larissa
- Polícrit de Mendes
- Posídip (historiador)
- Praxàgores d'Atenes
- Psaó
- Ptolemeu de Megalòpolis
- Ptolemeu de Mendes
- Publi Herenni Dexip
- Pàmfila

## Q
- Queremó (historiador)

## S
- Seleuc d'Emesa
- Silè de Calàtia
- Simònides (historiador)
- Sosícrates (historiador)
- Sàtir (filòsof)
- Sòcrates d'Argos
- Sòcrates de Rodes

## T
- Teopomp de Quios
- Teòfil (historiador)
- Timeu de Tauromènion
- Timàgenes de Milet
- Timàgenes de Síria
- Timònides
- Tucídides

## X
- Xant de Sardes
- Xenió
- Xenàgores
- Xenòcrates d'Efes
- Xenofont
- Xenomedes

## Z
- Zenó (historiador)
- Zenó de Rodes
- Zòpir de Bizanci